# Lionel Newman
Lionel Newman est un compositeur, chef d'orchestre et pianiste américain, né le 4 janvier 1916 à New Haven (Connecticut) et mort le 3 février 1989 à Los Angeles.
Il a composé des musiques pour le cinéma et la télévision.

## Biographie
Né dans le Connecticut, Lionel Newman était le plus jeune des sept garçons d'une famille de dix enfants, nés de parents juifs russes émigrés. Son épouse décède en 2010.
Il est le frère d'Alfred Newman et d'Emil Newman, oncle de Randy Newman, David Newman and Thomas Newman, et grand-père de Joey Newman (en).

## Filmographie

### Cinéma
- 1938 : Madame et son cowboy (The Cowboy and the Lady) de H. C. Potter
- 1940 : Johnny Apollo de Henry Hathaway
- 1948 : La Dernière Rafale (The Street with No Name)
- 1950 : La Bonne Combine (Mister 880)
- 1950 : Gare au percepteur (The Jackpot)
- 1951 : Une fille en or (Golden Girl)
- 1952 : Gosses des bas-fonds (Bloodhounds of Broadway)
- 1953 : Le Fouet d'argent (The Silver Whip)
- 1953 : La Rivière de la poudre (Powder River)
- 1953 : Meurtre à bord (Dangerous Crossing)
- 1953 : La Cité des tueurs (City of Bad Men)
- 1953 : Meurtre prémédité (A Blueprint for Murder) d'Andrew L. Stone
- 1953 : The Kid from Left Field de Harmon Jones
- 1954 : The Rocket Man
- 1954 : Panique sur la ville
- 1954 : La Princesse du Nil (Princess of the Nile)
- 1954 : La Sirène de Bâton Rouge (The Gambler from Natchez)
- 1954 : Rivière sans retour (River of No Return) d'Otto Preminger
- 1954 : L'Attaque de la rivière rouge (The Siege at Red River), de Rudolph Maté
- 1956 : Le tueur s'est évadé (The Killer is Loose) de  Budd Boetticher
- 1956 : Le Shérif (The Proud Ones) de Robert D. Webb
- 1956 : Baiser mortel (A Kiss Before Dying), de Gerd Oswald
- 1956 : La Dernière Caravane (The Last Wagon)
- 1956 : Les Rois du jazz (The Best Things in Life Are Free)
- 1956 : Le Cavalier du crépuscule (Love Me Tender)
- 1957 : Embrasse-la pour moi (Kiss Them for Me)
- 1958 : Bravados (The Bravados)
- 1958 : Villa!!
- 1959 : Le Génie du mal (Compulsion)
- 1959 : L'habit ne fait pas le moine (Say One for Me)
- 1960 : Le Milliardaire (Let's Make Love)
- 1960 : Le Grand Sam (North to Alaska)
- 1963 : Pousse-toi, chérie (Move Over, Darling)
- 1964 : Trois Filles à Madrid (The Pleasure Seekers)
- 1965 : Ne pas déranger s'il vous plaît (Do Not Disturb)
- 1967 : L'Affaire Al Capone (The St. Valentine's Day Massacre)
- 1968 : L'Étrangleur de Boston (The Boston Strangler) de Richard Fleischer

### Télévision

#### Séries télévisées
- 1959 : Dobie Gillis (The Many Loves of Dobie Gillis)
- 1961 : The Gertrude Berg Show
- 1961 : Margie (en)
- 1964 : Valentine's Day
- 1969 : Bracken's World

#### Téléfilms
- 1972 : When Michael Calls (en)
- 1972 : Fireball Forward
- 1976 : La Foire aux illusions (State fair) de David Lowell Rich

## Distinctions
(novembre 2023).
Motif : Mise en forme à revoir, et notamment attention au mélange Oscar/Laurel Award.
| Année | Récompense      | Résultat      | Catégorie                                                       | Film                             | Notes                                                                |
| ----- | --------------- | ------------- | --------------------------------------------------------------- | -------------------------------- | -------------------------------------------------------------------- |
| 1939  | Oscar du cinéma | nommé         | Best Music, Original Song                                       | Madame et son cowboy             | Partagé avec Arthur Quenzer; pour la chanson The Cowboy and the Lady |
| 1951  | Oscar du cinéma | nommé         | Best Music, Scoring of a Musical Picture                        | I'll Get By                      | -                                                                    |
| 1952  | Oscar du cinéma | nommé         | Best Music, Original Song                                       | Une fille en or                  | Partagé avec Eliot Daniel; pour la chanson Never                     |
| 1955  | Oscar du cinéma | nommé         | Best Music, Scoring of a Musical Picture                        | La Joyeuse Parade                | Partagé avec Alfred Newman                                           |
| 1957  | Oscar du cinéma | nommé         | Best Music, Scoring of a Musical Picture                        | The Best Things in Life Are Free | -                                                                    |
| 1958  | Oscar du cinéma | Laurel Awards | nommé                                                           | Top Music Director               | April Love 4e place                                                  |
| 1959  | Oscar du cinéma | nommé         | Best Music, Scoring of a Musical Picture                        | Mardi Gras                       | -                                                                    |
| 1960  | Oscar du cinéma | nommé         | Best Music, Scoring of a Musical Picture                        | Say One for Me                   | -                                                                    |
| 1961  | Oscar du cinéma | nommé         | Best Music, Scoring of a Musical Picture                        | Le Milliardaire                  | Partagé avec Earle Hagen                                             |
| 1966  | Oscar du cinéma | nommé         | Best Music, Scoring of Music, Adaptation or Treatment           | Trois Filles à Madrid            | Partagé avec Alexander Courage                                       |
| 1968  | Oscar du cinéma | nommé         | Best Music, Scoring of Music, Adaptation or Treatment           | L'Extravagant Docteur Dolittle   | Partagé avec Alexander Courage                                       |
| 1970  | Oscar du cinéma | remporté      | Best Music, Score of a Musical Picture (Original or Adaptation) | Hello, Dolly!                    | Partagé avec Lennie Hayton                                           |